# Марьевка (Сухогаёвское сельское поселение)
Ма́рьевка — село в Верхнехавском районе Воронежской области.
Входит в состав Сухогаевского сельского поселения.

## Население
| 2000 | 2005 | 2010 |
| ---- | ---- | ---- |
| 157  | ↘122 | ↘106 |

## Улицы
- ул. Дорожная,
- ул. Приовражная,
- ул. Трудовая.